# 수장고륜공주
수장고륜공주(壽莊固倫公主, 1842년 2월 13일 ~ 1884년 2월 14일)는 중국 청나라 제8대 황제 도광제의 서녀(庶女)이다.

## 생애
박라특 덕휘(博羅特 德徽)와 1863년에 결혼했으나 슬하에 자녀를 두지 못한 채 1865년에 부군과 사별했다. 이후 1884년 2월 14일을 기하여 향년 42세로 병사하였다.
생전에 그녀는 이복 오빠 함풍제의 총애를 받았고 친정 이복 조카 동치제와 친정 동복 조카 광서제의 공경을 받았다.

## 같이 보기
- 영수고륜공주
- 고륜단민공주
- 룽친왕
- 각혜황귀비
- 완귀비 색작락씨